# Dominik Puster
Dominik Puster (* 9. März 1999) ist ein österreichischer Fußballspieler.

## Karriere
Puster begann seine Karriere beim FC Zeltweg. 2011 kam er in die Jugend des FC Judenburg. 2013 kam er in die Akademie des FC Admira Wacker Mödling, in der er sämtliche Altersstufen durchlief.
Im August 2017 debütierte er für die Amateure der Admira in der Regionalliga, als er am ersten Spieltag der Saison 2017/18 gegen die Amateure des FK Austria Wien in der Startelf stand und in der 64. Minute durch René Kriwak ersetzt wurde.
Im Mai 2018 gab er sein Debüt für die Profis in der Bundesliga, als er am 35. Spieltag jener Saison gegen den SK Sturm Graz in der 73. Minute für Dominik Starkl eingewechselt wurde. Dies blieb sein einziger Profieinsatz für die Admira.
Nach 59 Regionalligaeinsätzen und einem Bundesligaeinsatz wechselte er im Februar 2020 zum Regionalligisten 1. Wiener Neustädter SC. Für Wiener Neustadt kam er bis zum Saisonabbruch zu zwei Regionalligaeinsätzen. Zur Saison 2020/21 wechselte er zum Ligakonkurrenten ASV Draßburg. Für die Burgenländer spielte er viermal in der Regionalliga. Zur Saison 2021/22 wechselte er weiter innerhalb der Liga zum FC Marchfeld Donauauen. Für Marchfeld spielte er zwölfmal in der Ostliga.
Zur Saison 2022/23 wechselte Puster zum viertklassigen SC-ESV Parndorf 1919.